# Московский электролитический завод
АО Московский электролитический завод — существовавшая в дореволюционной России  компания. Полное наименование — Акционерное общество Московского электролитического завода. Штаб-квартира компании располагалась в Москве. 
Специализировался на выпуске меди высокой чистоты, сульфата никеля и другой продукции. В первые годы Советской власти завод был законсервирован, затем с 1921 перерабатывал вторичное сырьё. В годы Великой Отечественной войны помимо основной продукции выпускал детали для гвардейских миномётов «Катюша», противотанковые «ежи», брал на ремонт танки и другую военную технику. В годы послевоенных пятилеток стратегия развития завода была направлена на улучшение оборудования и расширение производства. Исследовательская группа, работавшая на заводе в 60-х годах, разработала производство сульфата никеля, а также добавку к электролиту, улучшившую качество катодного осадка меди, доказала возможность электролитического рафинирования меди при высокой плотности тока, использовала двойной электролиз для достижения повышенной чистоты меди. Серийно выпускаемой меди высокой чистоты (МОА) был присвоен Государственный знак качества. 225 работников завода в разное время были удостоены правительственных наград. Трём работникам присуждена Государственная премия СССР.

## История

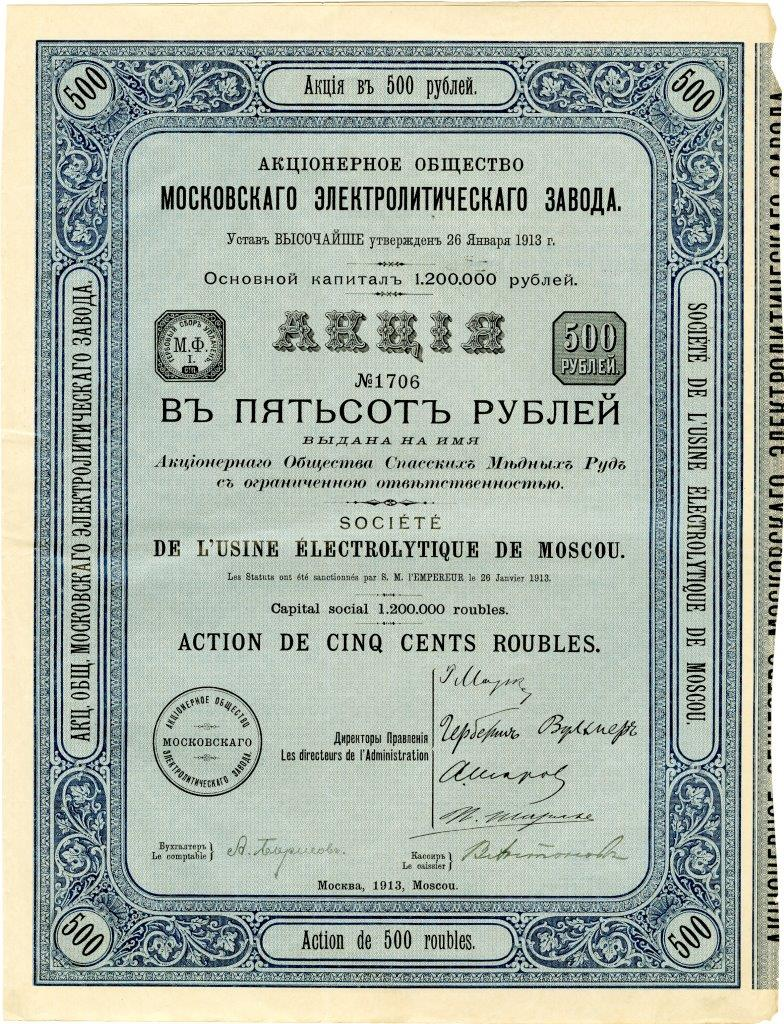
Акция в 500 руб., именная, Акционерного общества московского электролитического завода. Москва, 1913 г.

Устав Акционерного общества Московского электролитического завода был Высочайше утвержден 26 января 1913 г. Основной капитал компании определялся в 1,2 млн. руб., поделенных на 2,4 тыс. акций в 500 руб. каждая.
Инициаторами создания электролитического предприятия, возведенного в южном предместье Москвы, на территории нынешнего Нагорного района российской столицы,  выступили ряд крайне заинтересованных в получении дефицитной в ту пору рафинированной меди крупных отечественных компаний. В первую очередь - Торговый дом Вогау и Ко, которому принадлежала половина акций учрежденной фирмы. Двое из четырех членов Совета директоров акционерного общества Московского электролитического завода также представляли Вогау.
Предприятие, вступившее в строй уже в декабре 1913 г., было рассчитано на производство около 6,5 тыс. тонн изделий из меди в год.
После большевистской национализации, последовавшей в 1918 г., завод неоднократно реконструировался и переименовывался. Именно на бывшем предприятии акционерного общества Московского электролитического завода, носившем тогда имя Молотова в 30-е годы XX в. было переплавлено большинство колоколов разрушенных московских церквей. С середины 50-х гг. производство носило название "Мосэлектрофольга". 
В настоящее время дореволюционное Акционерное общество Московского электролитического завода называется АО "Медная фольга", производственные площади которого, расположенные по адресу: г. Москва, Электролитный проезд, д.3 стр. 2, преимущественно сдаются в аренду и используются под складские помещения.